# Замятня
Замя́тня (др.-рус. Замѧтьнѧ) — русское полное прозвищное мужское личное имя. Первое письменное упоминание зафиксировано в 1471 году. Использовалось до конца XVII — начала XVIII века, пока не было полностью запрещено правительством Петра I в числе других нецерковных имён.

## Этимология
Происходит от древнерусского слова замѧтьнѧ — волнение, замешательство, смута. В некоторых диалектах слово означает тревога, беспорядок, спор, шум.
По мнению Б.-О. Унбегауна, Замятня, возможно, одно из так называемых «охранительных» имён: «для того чтобы не искушать судьбу и отвести зло, детям давали имена со значением прямо противоположным тому, что ожидали или желали родители для детей».

## Социальное распространение
Имя Замятня в XV—XVII вв. было распространено повсеместно во всех социальных слоях. То же относится и к образованным от этого имени патронимным фамилиям — прежде всего к самым распространённым Замятнин и Замятин, с поправкой на то, что звук н в первоначальном варианте фамилии легче терялся и в произношении, и в написании у простых сословий.

## География
Имя Замятня было распространено в Предуралье, на Урале и в Зауралье, на Севере, в Москве и вокруг Москвы.

## Выявленные носители имени
- Иван Васильевич Замятня — воевода, упоминается в 1471 году[12]. Его сыновья Яков Замятнин и Юрий Замятнин убиты татарами на Оке в 1521 году[1].
- Замятня князь Данило Дмитриевич Холмский — упоминается в 1474 году[7].
- Андрей Константинович Замятня Сабуров — сын боярина Фёдора Ивановича Сабура Зернова, упоминается в 1510 году[1].
- Михайло Замятня Васильев сын Благово — землевладелец, упоминается в 1539 году[7].
- Замятня Самарин — землевладелец, упоминается в 1539 году[7].
- Замятня Констянтинов — упоминается в 1549 году[7].
- Замятня Михайлов сын Ржевский — упоминается в 1549 году[7].
- Замятня Лихачевич — черкасский мещанин, упоминается в 1552 году[7].
- Замятня Нечаев сын Варнавина — московский боярин, упоминается в 1566 году[7].
- Замятня Петров сын Степанов — московский дворянин, упоминается в 1566 году[7].
- Замятня Иванов сын Мясоедов — московский дворянин, упоминается в 1577 году[7].
- Замятня Елисеев сын Клобуков — московский дворянин, упоминается в 1577 году[7].
- Замятня Иванов сын Лыков — московский дворянин, упоминается в 1577 году[7].
- Замятня Ржевский — московский помещик, упоминается в 1586 году[7].
- Замятня Ларин сын Прямоглядов — рязанский помещик, упоминается в 1600 году[7].
- Замятня Айгустов — переяславский боярский сын, упоминается в 1608 году[7].
- Замятня Философов — смоленский дворянин, упоминается в 1609 году[7].
- Замятня Кокошкин — смоленский отчинник, упоминается в 1610 году[7].
- Замятня Скорятин — упоминается в 1611 году[13].
- Замятня Купреянов — солигалицкий крестьянин, упоминается в 1614 году[7].
- Замятня Фёдоров сын Левонтьев — московский стряпчий, упоминается в 1616 году[7].
- Замятня Гаврилов сын Плясов — юрьевский крестьянин, упоминается в 1633 году[7].
- Замятня Фёдорович Леонтьев — московский стольник, упоминается в 1647 году[7].
- Замятня Кондауров — рязанский помещик, упоминается в 1651 году[7].
- Замятня Иванов — крестьянин Переяславо-Залесского уезда, упоминается в 1657 году[7].
- Замятня Иванов — крестьянин, упоминается в 1679 году[7].

### Производные имена и выявленные носители
От Замятни произошли уменьшительные и ласкательные формы имени, ставшие самостоятельными именами:

#### Замятка
- Остань Замятка — мозырский мещанин, упоминается в 1552 году[7].
- Замятка Фёдоров — крестьянин погоста Верховажны, упоминается в 1661 году[7].
- Замятка Аверкиев сын Бушуев — крестьянин деревни Бабиновой (Невьянская слобода), уроженец, вероятнее всего, деревни Алексина в Яхреньгской (Ехренской) волости Устюжского уезда (ныне деревня Алексино Подосиновского района Кировской области); упоминается в 1680 году[14].

#### Замятенька
- Замятенька — сапожный мастер, крестьянин Суздальского уезда, упоминается в 1579 году[7].

#### Замятенка
- Замятенка Наумов — новгород-северский казак, упоминается в 1605 году[7].
- Замятенка Тимофеев сын Козлов — крестьянин Чердынского уезда, упоминается в 1623 году[15].
- Замятенка Иванов сын Лунегов — крестьянин Чердынского уезда, упоминается в 1623 году[15].

#### Замятенко
- Замятенко Андреев — житель Никольской слободы (Пермский край), упоминается в 1621 году[16].
- Замятенко Павлов — куропольский посадский, умер в 1634 году[7].
- Замятенко Гуляев — житель Чердыни, упоминается в 1647 году[16].

#### Замятница
- Замятница Сундуков — царский конюх, упоминается в 1573 году[17].

## Патронимные фамилии

#### Фамилии, произошедшие от имени Замятня
От имени Замятня посредством суффиксов -ин и -ов произошли две равноправные патронимные фамилии — распространённая Замятнин и редко встречающаяся Замятнов.
Вариант Замятьнин напрямую связан с древнерусским написанием и произношением исходного имени с буквой ѥрь (мягким знаком) — Замѧтьнѧ.

##### Фамилии, произошедшие от фамилии Замятнин
В результате потери звука н в произношении и написании фамилии Замятнин появилась фамилия Замятин, получившая наибольшее распространение среди всех фамилий, связанных с именем Замятня.
От фамилии Замятин произошла фамилия Замятинский.
Форма Замятьнин в результате той же потери звука н дала фамилию Замятьин.

##### Фамилии, произошедшие от фамилии Замятнов
От фамилии Замятнов из-за той же потери звука н появилась фамилия Замятов, а от неё, в свою очередь, — Замятовский.

#### Фамилии, произошедшие от уменьшительных и ласкательных форм имени Замятня
От уменьшительно-ласкательного имени Замятка произошли фамилии Замяткин, Замятков, Замятковский.

## Населённые пункты
От имени Замятня произошло большинство названий деревень и сёл Замятнино и Замятино. В каждом случае это был конкретный человек по имени Замятня. Все подобные названия возникли не позже XVIII века — времени исчезновения имени Замятня. Почти все населённые пункты Замятино первоначально назывались Замятнино, но, как и в случае перехода от фамилии Замятнин к фамилии Замятин, потеряли звук н.
Часть названий, в том числе Замятины, могла произойти от фамилий Замятнин и Замятин.

### Микротопонимы
Происхождение микротопонимов объясняется либо рядоположенностью села или деревни (например, Замятинские болота рядом с Замятином, Замятинское поле с дорогой на Замятино), либо принадлежностью владельцу по фамилии Замятин (например, Замятинский лес).

## Внутригородские объекты
Все известные названия улиц Замятина и переулков Замятина связаны с конкретными людьми с фамилией Замятин или Замятнин.

## ИмяЗамятняв художественной литературе
- Вымышленного персонажа одного из самых популярных русских романов XIX века — исторического романа Михаила Загоскина «Юрий Милославский, или Русские в 1612 году» (1829) — зовут Замятня-Опалев:

…Замятня-Опалев, бывший при сём царе думным дворянином, обещал с первого взгляда гораздо более, чем отставной придворный: он был роста высокого и чрезвычайно дороден; огромная окладистая борода, покрывая дебелую грудь его, опускалась до самого пояса; все движения его были медленны; он говорил протяжно и с расстановкою. Служив при одном из самых набожных царей русских, Замятня-Опалев привык употреблять в разговорах, кстати и некстати, изречения, почерпнутые из церковных книг, буквальное изучение которых было в тогдашнее время признаком отличного воспитания и нередко заменяло ум и даже природные способности, необходимые для государственного человека.

- Замятня — имя одного из персонажей исторической повести Василия Ряховского «Евпатий Коловрат».
- В историческом романе с элементами детектива, экшена и фэнтези «Меч мёртвых» (другое название — «Знак сокола», 1998) Марии Семёновой и Андрея Константинова фигурирует вымышленный персонаж Замятня Тужирич — кровный брат исторической личности князя Вадима. Замятне Тужиричу авторами придан мрачный характер и полная преданность Вадиму — вплоть до предательства и убийства.

## См.также
- Великая Замятня (1359—1380)